# Дюдяев, Николай Васильевич
Николай Васильевич Дюдяев (7 декабря 1909, Лесное Ялтуново, Тамбовская губерния — 28 февраля 1978, Польное Ялтуново) — советский хозяйственный, государственный и политический деятель, Герой Социалистического Труда. Депутат Верховного Совета СССР.

## Биография
Родился 7 декабря 1909 года в селе Лесное Ялтуново в крестьянской семье. Работать начал с 1928 года на стройках Московской области в бригаде плотников.
В 1930 году вступил на родине в сельскохозяйственную артель по совместной обработке земли, позднее реорганизованную в колхоз им. Калинина, работал бригадиром полеводов. После учёбы на годичных курсах при Ухоловской сельскохозяйственной школе с 1940 года председатель колхоза в селе Завидное Шацкого района.
В 1941 году окончил годичные курсы агрономов при Рязанском сельхозтехникуме и возглавил колхоз «Новый путь». В 1943 году Николай Васильевич был избран председателем колхоза им. Сталина с центральной усадьба в Польном Ялтуново, крупнейшем хозяйстве Шацкого (в 1944—1956 годах — Конобеевском) района. Член КПСС. Колхоз специализировался на животноводстве, садоводстве и коноплеводстве. В годы 4-й пятилетки (1946—1950) колхоз вышел на довоенный уровень производства. В колхозе организован крупный питомник, который давал десятки тысяч плодовых саженцев. В 1953 году в колхозе имени Сталина производство молока составило 285 тонн, а в 1954 году колхоз продал государству 456 тонн молока. По итогам 1956 года и за успехи в животноводстве Н. В. Дюдяев был награждён первым орденом Ленина.
В 1959 году колхоз поставил 345 тонн мяса, чем в 5 раз превысило показатели 1958 года. В числе 32 работников сельского хозяйства Рязанской области, в том числе и первого секретаря Шацкого райкома КПСС Г. Г. Тарасова, Н. В. Дюдяев стал Героем Социалистического Труда. Ранее, 25 декабря 1959 года, это звание получил организатор «Рязанского чуда» А. Н. Ларионов.
Указом Президиума Верховного Совета СССР от 8 января 1960 года «за выдающиеся успехи, достигнутые в деле увеличения в 1959 году производства мяса в колхозах и совхозах в 3,8 раза и продажи мяса государству в целом по области в три раза больше, чем в 1958 году, увеличения производства и продажи государству также других сельскохозяйственных продуктов», Дюдяеву Николаю Васильевичу присвоено звание Героя Социалистического Труда с вручением ордена Ленина и золотой медали «Серп и Молот».
Ещё в ходе 1959 года в руководящие органы поступали многочисленные сигналы с мест о нарушениях в деле мясозаготовок. Чтобы угодить Н. С. Хрущёву и выполнить совершенно нереальные взятые областью обязательства, вырезалось племенное стадо и молодняк, был взят под расписки весь личный скот колхозников, закупался скот в соседних регионах. Непосредственно эти действия выполняли председатели колхозов и партийные секретари районов под давлением обкома и лично А. Н. Ларионова. Уже в следующем году поставки мяса ожидаемо рухнули со 150 до 30 тыс. тонн. А. Н. Ларионов умер при не до конца расследованных обстоятельствах. В области работали комиссии, подтвердившие факты нарушений. Однако, так как дело подрывало авторитет руководителя СССР, оно было спущено на тормозах, последовали кадровые перестановки, но уголовные дела не открывались. Награждённые, в том числе покойный А. Н. Ларионов, наград лишены не были.
После реорганизации колхоза Н. В. Дюдяев продолжал руководить совхозом «50 лет Октября» Шацкого района до выхода на пенсию.
Избирался депутатом Верховного Совета СССР в Совет Союза 3-го (1950—1954) и 4-го созывов (1954—1958) от Рязанской области.
С 1968 года Н. В. Дюдяев — персональный пенсионер союзного значения. Умер 28 февраля 1978 года. Похоронен на кладбище в Польном Ялтуново.

## Награды
- Герой Социалистического Труда (08.01.1960);
- 2 ордена Ленина (07.02.1957, 08.01.1960);
- медали[1].